# Chruściel (przystanek kolejowy)
Chruściel – przystanek kolejowy w miejscowości Chruściel, w województwie warmińsko-mazurskim, w Polsce. Znajduje się na linii nr 204. Malbork - Mamonovo.